# ワンダーモモ
『ワンダーモモ』（Wonder Momo）は、ナムコが開発し1987年2月24日より稼働したアーケード用横スクロールアクションゲーム。

## 概要
本作は「舞台劇『ワンダーモモ』上演中」という設定で進行されるゲームであり、ロリコット星からやって来た正義の変身ヒロイン「ワンダーモモ」を操作し、地球の平和を乱す悪の怪人軍団「ワルデモン」を倒していく。サンプリング音声によるキャラクターボイス、舞台劇を模したステージデザインや演出、ヒロインのお色気、待ち構えるカメラ小僧など、特撮ヒーローショーとアイドルショーを融合したような独特な世界観とノリが話題を呼び、ギャルゲーの先駆けと評された。
1989年4月21日には若干仕様を変更したPCエンジン版が発売され、その後携帯電話用アプリゲームとして2005年にiアプリ、2007年にEZアプリにて配信された。アーケード版は後にPlayStation用ソフト『ナムコミュージアムアンコール』（1997年）に収録された他、2009年にWii用ソフトとしてバーチャルコンソールアーケードにて配信。2022年にアーケードアーカイブスの1作品としてPlayStation 4版とNintendo Switch版が配信された。PCエンジン版は2007年にWii用ソフトとしてバーチャルコンソールにて配信された。
アーケード版はゲーム誌『ゲーメスト』の企画「第1回ゲーメスト大賞」にてベスト音声合成賞3位を獲得した。

## システム
ゲームは特撮ドラマのストーリーを意識したエピソード仕立てになっており、1話につき4ステージ構成で全4話16ステージからなる。
操作系統は4方向レバー（左右移動、キャラクターの向きの変更）+2ボタン（ジャンプ、アタックおよび回転）。左右・正面の3方向に自機の向きを変える仕様になっているため、操作の感触にはやや癖がある。
通常攻撃はキック（左右および、正面でのしゃがみ状態とジャンプ中）。敵を倒すとワンダーメーターが増加し、一定以上の時に「つむじ風に入る」もしくは「正面を向いて回転（アタック）ボタンを連打」のいずれかのアクションを取ると、戦闘能力が倍増した「ワンダーモモ」に変身可能。この状態ではアイテムによる飛び道具も使用可能になる。
舞台劇をモチーフにしたステージ構成であるため行動の領域は狭く、舞台の端から端を行き来しながら戦うようになっている。各ステージの固定ボスキャラクターを倒すとステージクリアとなる。体力が0になった時点でゲームオーバーとなり、コンテニュー後は体力値、ワンダーパワー値が初期値の状態でゲームオーバーとなったエピソードの最初のステージから再スタートとなる。なお、筐体設定でラウンドセレクトをONにしていた場合のみ、ゲーム開始前にステージを自由に選択が可能になる。

### 画面説明
バイタルメーター（VITAL）
モモの体力を示すメーター。0になった時点でゲームオーバー。アイテムを取るか、ステージボスを倒すことで回復。
ワンダーメーター（WONDER）
モモのワンダーパワーを示すメーター。敵を倒すと少しずつ上昇し、1メモリ以上貯まった時に特定のアクションを取るとワンダーモモに変身可能。変身中は敵を倒してもメーターは増えず時間と共に減少していく。0になると変身が解けてしまい、再びパワーを貯め直さないと変身できなくなる。変身前の状態では耐久力の高いボスとの戦闘で不利となるため、ワンダーゲージを温存しつつどのタイミングで変身を行うかが攻略の鍵となる。

### 基本攻撃
変身前・後共通でキック攻撃が主な攻撃手段となり、アタックボタンとキャラクターの向きとの組み合わせによって数種類に使い分けるようになっている。
ハイキック
左右に向いて立っている時のキック。リーチは短い。
しゃがみキック
左右に向いてしゃがんでいる時のキック。リーチは長い。
開脚キック
正面向きでしゃがんでいる時のキック。リーチは長いが隙が大きい。
開脚ジャンプキック
正面向きでジャンプ中に出るキック。
ボタンを1回押すだけだとキックと同時にすぐに足を引っ込めるが、ボタンを押し続けることで着地するまで足を伸ばしたままとなると同時にモモの左足先の攻撃判定が持続し、耐久力の高い敵に密着して出すと多段ヒットする。右足を当てた場合はダメージモーションとなって強制キャンセルされる。
ワンダー稲妻キック
横方向にジャンプしている最中にアタックボタンで出す飛び蹴り。通常のキックの2倍の威力を持つ。

### 変身時のみの技
ワンダーリング
変身時の標準武器。変身中にアタックボタンで左右に向かってリングを投げる。ザコ敵を貫通し、一部の敵弾を破壊できる。耐久力の高い敵に当たると跳ね返りバウンドしながら戻ってくる。受け取れば続投でき、受け取り損ねても一定時間経つと戻ってくる（舞台袖の奥に入ってしまうと戻ってくるまで時間がかかる）。しゃがみ投げをすると地面を転がっていき、ジャンプ投げも可能。横方向への攻撃は常にリングの投擲となるため、リングを持っている最中のキック攻撃は正面向きでしか出せなくなる。
ワンダーショット
一定時間、左右に光線を発射する。アイテムを取ると使用可能。
ワンダータイフーン
一定時間、体を回転させつつワンダーショットを乱射する必殺技。回転中は移動不可だが、効果終了まで完全無敵でワンダーメーターの消費が止まる。アイテムを取ると使用可能。

### アイテム
カプセル（赤&黄色）
体力回復用。2メモリ回復。
必殺技用カプセルI（白&赤）
ワンダーショット発動用のカプセル。PCエンジン版では登場しない。
必殺技用カプセルII（青&黄色）
ワンダータイフーン発動用のカプセル。PCエンジン版では色が異なる。
いずれのカプセルも一定数のザコ敵を倒すと出現（必殺技用のカプセルのみ変身中にしか出現しない）し、取らずに放置しておくと時間経過と共に空中に上昇していき、そのまま消えてしまう。

### 小技
つむじ風に入った瞬間ジャンプすると空中で変身し、「ヨッ、モモヤ!」の掛け声と共にボーナス5000点が入る。通称「モモヤボーナス」。また、回転ボタン連打での変身も同様に、回転と同時にジャンプすることでモモヤボーナスを取ることができる。
ワンダーリングが手元から離れている間は、モモをワンダーリングの進行方向とは逆に向けてからアタックボタンを押すと、ワンダーリングの進行方向を反転させることができる。何度でも往復可能。ただし、ワンダーリングが舞台袖（フィールド端）に入ってしまうと一時的に消失扱いとなり、その場合は再投入されるまで操作はできない。前述のようにリングが手元から消えてしまう条件は画面外から消えることではなくあくまで舞台袖の奥に入ることなので、三画面の中央から投げて画面外に消えた場合でも、すぐにこのコマンドを入力することで引き戻すことができる。また投げた後でバウンドして戻ってくるリングも同様にして手元に引き戻したり、投げた方向に向かってコマンド入力することで逆に遠ざけることも可能で、慣れれば自在にコントロールすることができる。

## ストーリー
小劇場ナムコシアターで上演中の演目は、大人気のヒーローショー「ワンダーモモ」。地球の平和を守るため、ロリコット星からやってきた正義の味方、愛の戦士「ワンダーモモ」が、平和を乱す怪人軍団「ワルデモン」を相手に大暴れ!

## ステージ構成
- 第1話：恐怖! 怪人軍団
- 第2話：吸血フラワーの謎
- 第3話：狙われた女学生
- 第4話：変身! 最終決戦

## 登場キャラクター

### プレイヤーキャラクター
神田 桃（かんだ もも）
ナムコシアターで大人気の舞台劇「ワンダーモモ」の主人公を演じている女子高生アイドル。
PCエンジン版の幕間の1枚絵でスリーサイズが表記される（82・57・84らしい）。なおゲーム中のボイスは、当時ナムコにグラフィックのアシスタントのアルバイトとして勤務していた女性が担当している。
後に「765プロの高木順一朗がかつてプロデューサーとして手がけたアイドルが神田桃だった」という設定が付加され、ゲーム中の世界観が『アイドルマスター』と関連づけられた。
モモ
女子高生アイドル・神田桃が舞台で演じているキャラクター。
格闘技が趣味のごく普通の女の子だが、その正体は地球の平和を守るためロリコット星からやってきた愛の戦士「ワンダーモモ」。変身前の攻撃方法はキックのみ。
衣装はピンク色の長袖のブラウスと青色のミニスカートのワンピース。
ワンダーモモ
ワンダーパワーで変身したモモの戦闘時の姿。
衣装は赤を基調としたワンピース型のバトルスーツとブーツを着用し、バイザーの付いた独特の形状のフルフェイスヘルメットを装着している。
一定条件下で特定のアクションを取ることでかけ声と共に変身し、一定時間キャラクターの性能が強化される。
- 攻撃力・防御力・ジャンプ力が2倍に増加。
- 飛び道具「ワンダーリング」、必殺技「ワンダーショット」「ワンダータイフーン」が使用可能。
- 一部の敵弾に限り、ダメージを受けても硬直しなくなり、破壊することができるようになる。
- ダメージを受けて転倒した際の復帰時間が変身前より短く隙が少ない。
- 自機に対する慣性の働き方が変身前よりも軽くなり、立ち回り易くなる。
- カメラ小僧のフラッシュ攻撃にも耐えられるようになる。

### 怪人軍団ワルデモン
地球の平和を乱す悪の異次元怪人軍団。モモの宿敵。
モドキ
舞台下から登場する灰色の全身タイツを着込んだザコ戦闘員。最大で3匹1組で奈落から次々に出現。舞台袖へ向かって歩いていき、時々立ち止まって観客席側に振り返る。耐久力は1と低く、モモがモドキに攻撃せずに接触しただけでも倒したことになり加点される。
その一方で、ステージ後半になるに連れて徐々に移動速度が上昇していくため、侮れない障害物となる。
クラブフェンサー
両手に巨大なハサミを備えた怪人。「カニカニ」の声と共にハサミを上下段に突き出して攻撃する。攻撃のリーチが長く動きも機敏。
サイクロン
上空に現れて攻撃を仕掛けてくる小型UFO。上空の高い位置から現れて徐々に下降し、最終的にモモの頭上辺りまで下がってくる。
ジャグロック
ワルデモン軍団のロボット。岩石を投げて攻撃する。動きは鈍いが耐久力は高い。稀に無数の岩石を大量に投げつけてくる。
クリスタルタワー
奈落から迫り上がって生えてくる障害物。生えた後は弾をまき散らしながら徐々に沈んで消えていく。破壊可能。
クロコダルマ
忍者の格好をした小柄な怪人。手裏剣を投げて攻撃する。味方同士折り重なってトーテムポールのような状態を作って攻撃してくることもある。
シャモアン
格闘技を駆使する肉体派の怪人。速足で歩きながら直立から足払いを繰り出したり、滑り込んでの体当たりを繰り出す。必殺技は逆立ちで開脚した状態で回転しながら突撃する「旋風脚」。
旋風脚の最中はワンダーリングによる攻撃が効かないが足止めすることは可能。
ティラノ
巨大な恐竜の姿の怪人。往復で移動しながらブレスアタックを放ち、時々立ち止まって尻尾で攻撃を繰り出す。
アクロボール
球体状のボディを持つロボット。飛び跳ねて接近し、サマーソルトや水平飛びで頭突きをくらわす。頭突き中は無敵。
キャノンポッター
ミサイル砲を装備した怪人。動きは鈍いが、舞台を横切るミサイルと、舞台端に到達した後Uターンして戻ってくるミサイルを使い分け、ランダムで上下段に打ち分けながら連発してくる。
砲身が前にせり出している分キック攻撃が届きにくく、しゃがんだ際に砲身でリングを弾いてしまうこともある。
吸血フラワー
奈落から迫り上がって登場する吸血植物。左右に動き回った後、しばらく動きを止めて触手を伸ばしてから奈落の下へ戻っていく。動きを止めている最中はキック攻撃が通じず、ワンダーリングでしか破壊できない。
マザークイーン
吸血フラワーの母体。舞台下から登場。自身は動かず、次々と吸血フラワーを産みだす。
ガードロボット
ワルデモンのアジトを警護するロボット。侵入者にレーザーを撃って攻撃する。
アマゾーナ
軍団の紅一点の女怪人。長剣を携え鎧に身を包んだ女戦士で、モモの宿命のライバル。誘拐した女学生に化けてモモを待ち構え、こちらから攻撃を当てるもしくは至近距離に隣接すると正体を現す。
ターボノイド
巨大な巻貝に脚が生えたような怪物。地面を歩く歩行形態、脚を引っ込めた飛行形態の2つの形態を持つ。歩行形態時にワンダーリングを当てるとすぐ飛行形態に戻ってしまう上に一切の攻撃が通用しなくなる。
巨大タンク
ワルデモンの要塞に配置された破壊不能の巨大タンク。舞台の端から端へ往復で移動を繰り返しながらミサイルを発射してくる。
モズー
怪人軍団ワルデモンの首領。宙に浮いて舞台の端から端を往復するだけで一切攻撃してこないが、巨大タンクと同時に出現し、空中の高い位置に陣取るので攻撃を当てにくい。

### お邪魔キャラクター
カメラ小僧
舞台最前列でカメラを構えてうろつくお邪魔キャラクター。ステージの端々で現れてはカメラのフラッシュを浴びせ、モモを硬直させてしまう（ダメージは受けない）。変身中であれば写真を撮られても硬直しない。

## 移植版
| No. | タイトル                     | 発売日         | 対応機種                                                 | 開発元   | 発売元     | メディア                                        | 型式       | 備考               |
| --- | ---------------------------- | -------------- | -------------------------------------------------------- | -------- | ---------- | ----------------------------------------------- | ---------- | ------------------ |
| 1   | ワンダーモモ                 | 1989年4月21日  | PCエンジン                                               | ナムコ   | ナムコ     | 2メガビットHuCARD                               | NC64001    |                    |
| 2   | ナムコミュージアムアンコール | 1997年10月30日 | PlayStation                                              | ナムコ   | ナムコ     | CD-ROM                                          | SLPS-01050 | アーケード版の移植 |
| 3   | ワンダーモモ                 | 2005年6月1日   | FOMA900i/901iシリーズ （iアプリ）                        | ナムコ   | ナムコ     | ダウンロード （アプリキャロットナムコ）         | -          |                    |
| 4   | ワンダーモモ                 | 2007年2月27日  | Wii                                                      | バンナム | バンナム   | ダウンロード （バーチャルコンソール）           | -          | PCエンジン版の移植 |
| 5   | ワンダーモモ                 | 2007年11月29日 | EZアプリ                                                 | バンナム | バンナム   | ダウンロード （ナムコEZゲームス）               | -          |                    |
| 6   | ワンダーモモ                 | 2009年6月16日  | Wii                                                      | バンナム | バンナム   | ダウンロード （バーチャルコンソールアーケード） | -          | アーケード版の移植 |
| 7   | ナムコミュージアムアンコール | 2013年12月18日 | PlayStation Portable PlayStation 3 (PlayStation Network) | バンナム | バンナム   | ダウンロード （ゲームアーカイブス）             | -          | アーケード版の移植 |
| 8   | ワンダーモモ                 | 2022年3月31日  | PlayStation 4 Nintendo Switch                            | ナムコ   | ハムスター | ダウンロード (アーケードアーカイブス)           | -          | アーケード版の移植 |

PCエンジン版
1989年4月21日発売。大本のシステムはアーケード版準拠だが一部変更が加えられている。
- サンプリング音声や一部の大型敵のカット
- 一部のザコ敵の攻撃パターンの変更
- 一部BGMのカットおよび新BGMの追加
- キャラクターのモーションパターンの簡略化
- 全16面から12面に削減され、エピソード仕立てではなくなった。これに伴い、ゲーム中の背景グラフィックも全面的に刷新されている。
- 新要素として、一定のステージをクリアするごとにモモのビジュアルカットが挿入される。
- イメージビジュアルの閲覧とサウンドテストモードの利用ができる「モモいじりモード」が裏技で搭載されている。

イメージイラストはときた洸一が担当した。
2007年2月27日にはWiiのバーチャルコンソールで配信開始された。
PlayStation版
1997年10月30日発売の『ナムコミュージアムアンコール』に収録された。こちらはアーケード版の完全移植を実現しているが、わずかに異なる部分がある。なお、PlayStation 2では互換性の問題から正常に動作しない。
バーチャルコンソールアーケード版
2009年6月16日配信開始。アーケード版の完全移植版。
アーケードアーカイブス版
2022年3月31日配信開始。アーケード版の完全移植版。「ゲーム設定」でコンティニューやステージセレクトの有無、2Pプレイ時の画面の向きなどの設定が可能。また、「こだわり設定」では起動画面の表示の有無、ゲームスピードの調整が可能。

## 開発
- 開発当時、サウンドスタッフが他のタイトルのプロジェクトで多忙だったため、本作プログラマの弓達公雄が自らサウンドを製作した。ボーカルアレンジ版の作詞も手がけている。
- 開発中のタイトルは「ワンダーママ」であったとされるが、本作のプログラムと作曲を担当した弓達公雄は後年のインタビューでそのことを否定している[12]。
- 弓達公雄によれば、本作は80年代中期辺りまでのナムコのアーケードゲーム作品のプログラムを多く手掛け、天才と称されていたプログラマー・深谷正一をプログラマーに据えて立ち上げられた企画であり、深谷の机の上に多くのフィギュアがあったことから氏が好きなそうなテーマということで企画されたものだった。ほどなくして深谷が急逝したため弓達がプログラムを担当することになったという。[13]。

## 音楽

### テーマソング
「ワンダーモモ」
歌：TAKA&まさごろ / 作曲・作詞：弓達公雄 / 編曲：米光亮
メインBGM、変身中BGM、ネームエントリーBGMをベースに歌詞をつけたボーカルアレンジバージョン。
『ビデオ・ゲーム・グラフィティVol.2』、『ナムコベストヒットパレード!』収録。また、家庭用『太鼓の達人 あっぱれ三代目』にナムコオリジナル曲としてショートバージョンが収録されている。
2023年にはvα-livのレトラによってカバーされ、「WANNABE EP COLLECTION」のうちの1曲として配信されている。

### サウンドトラック
ナムコゲームミュージックVOL.2
ナムコのゲーム音楽のオリジナル音源を収録したアルバム。アルファレコード発売。
ゲーム基板バージョンを効果音込みのプレイ音声形式で1トラックに収録。
後にトラックの分割を施し、サウンドスタッフの新規インタビューを掲載したブックレットを追加した復刻版がサイトロン・デジタルコンテンツ社発売のゲームサウンドレジェンズシリーズのひとつとして発売された。
ビデオ・ゲーム・グラフィティVol.2
ナムコのゲーム音楽のオリジナル音源およびアレンジバージョンを収録したアルバム。テーマソングを収録。
ナムコグラフィティコレクションBEST10
「ビデオ・ゲーム・グラフィティ」シリーズのベストアルバム。テーマソング（ショートバージョン）を収録。
ナムコベストヒットパレード
『ビデオ・ゲーム・グラフィティ』シリーズに収録されたボーカルアレンジ曲を抜粋したベストアルバム。テーマソングを収録。
ナムコ アーケード80'S
ナムコの1980年代のアーケードゲームミュージックを集めたオムニバスサウンドトラック。ゲーム基板バージョン全曲（新録）に加え、ボーナストラックとして未使用曲が収録されている。
上記の『ナムコゲームミュージック』シリーズに収録された作品に関してはそちらのブックレット内の作品解説がそのまま流用されている。

## 評価
アーケード版
ゲーム誌『ゲーメスト』誌上で行われていた「第1回ゲーメスト大賞」においてベスト音声合成賞で3位を獲得、その他にベストキャラクター賞で本作の主人公であるモモが4位を獲得した。
PCエンジン版
ゲーム誌『ファミコン通信』の「クロスレビュー」では6・5・5・5で合計で21点（満40点）となっており、レビュアーからは「ゲームがね、ちょと中途半端なのだ」とゲーム性に関して否定的に評価されている。
その他、ゲーム誌『マル勝PCエンジン』では7・5・7・5の合計24点、『PC Engine FAN』の読者投票による「ゲーム通信簿」での評価は以下の通り21.12点（満30点）となっている。また、この得点はPCエンジン全ソフトの中で242位（485本中、1993年時点）となっている。
| 項目 | キャラクタ | 音楽 | 操作性 | 熱中度 | お買得度 | オリジナリティ | 総合  |
| 得点 | 4.21       | 3.43 | 3.38   | 3.34   | 3.30     | 3.47           | 21.12 |

## Wonder Momo： Typhoon Booster
バンダイナムコゲームスがGoogle Playで2014年4月9日より配信のアプリゲーム。ShiftyLookプロジェクトの一環として、アメリカのデベロッパーWayForward開発のPCをプラットホームにアニメをベースにしたアクションゲームを開発。AndroidのTegra 4搭載のゲーム機でのみプレイ可能。

### 登場人物
神田 モモコ / ワンダーモモ（2代目）
声 - 藤原侑香
駆け出しの新人アイドル。グルーダーから貰った力で変身できるようになる。武器はワンダーフープ。
松尾 アキホ / アマゾーナ
声 - 小松美咲
トップアイドル。アマゾーナとしても活躍しており、モモコの事は見下しているものの、初代ワンダーモモの大ファン。
寺島 ナツヒコ
声 - 田丸篤志
報道カメラマンを夢見る青年。
グルーダー
声 - 伊丸岡篤
神田モモコにワンダーモモの力を与えた宇宙人。
グリーガー
声 - ロブ・ペレダ
初代モモのパートナー。
藤田 祐美
声 - 伊波杏樹
モモコのクラスメイト。
ワルデモン
声 - 小形満
エイリアン帝国ワルデモンの王。
ワルソルジャー
声 - ふくまつ進紗
エイリアン帝国の兵士。赤い仮面に全身は真っ黒な姿をしている。
モモ / オリジナルワンダーモモ
声 - 桃井はるこ
25年前に初代ワンダーモモとして戦っていたモモコの母親。モモコとアキホの仲の悪さを見かねて3人でチーム・モモを結成する。

## 関連作品

### ゲーム
マーベルランド
1990年に同社よりリリースされた同作のボーナスステージにおいて、背景のエレクトリカルパレードに登場する歴代のナムコキャラクターの山車の中にモモの山車もあった。
ティンクルピット
1994年にリリースの同作では、ネームエントリー中に登場する歴代ナムコキャラクターにモモも出演していた。
ファミリーピンボール
バトルモードの対戦相手として出演しており、唯一のファミリーコンピュータ出演作となっている。
太鼓の達人
『ワンダーモモ』のテーマソングを収録。また、そのカバー楽曲『ワンダーモモーイ』も収録。
ナムコスーパーウォーズ
ワンダースワンで発売されたシミュレーションRPG。ワンダーモモも参戦している。
NAMCO x CAPCOM
ナムコ、カプコンのキャラクターが登場するシミュレーションRPG。ベラボーマンとのペアユニットとしてワンダーモモ（声 - 川澄綾子）が参戦。敵ユニットにアマゾーナ（声 - 渡辺久美子）、クラブフェンサー（声 - 吉野貴宏）、キャノンポッターが登場する。
テクニクビート
アリカからリリースされた音楽ゲーム。『ワンダーモモ』のBGMのリミックス楽曲が収録されている。
しあわせのかたち
『ワンダーモモ』を元ネタとした『ワンダーオオ』という話があった。
THE IDOLM@STER
この作品に登場する765プロダクションの高木社長は「かつてモモをプロデュースしたことがある」と設定されている。また、ダウンロードコンテンツの衣装にワンダーモモのデザインの衣装が存在する。
テイルズ オブ ファンタジア なりきりダンジョンX
隠しコスチュームとしてワンダーモモの衣装が登場。
バテン・カイトス 終わらない翼と失われた海
条件を満たすとワンダーモモのマグナスが入手できる。
クイーンズゲイト スパイラルカオス
ゲストキャラクターとして登場。声は桃井はるこが担当。
ワンダーモモ チェインファイティング!
バンダイナムコゲームスが運営する会員制のコミュニティサイト「バナフェス!タウン」内のゲームコーナーにおいて、FLASHによるミニゲーム『ワンダーモモ チェインファイティング!』が配信されている（非会員でも遊べる）。
マウスのクリックでモモのキックを繰り出し、画面左右から表れるモドキを倒していく。ダメージを与えて宙に浮いたモドキに連続で蹴りを入れることでチェインコンボが繋がり、ゲーム終了時に倒したモドキの数とチェインコンボ数に固定の倍率をかけた分のスコアが最終成績として表示され、スコアに応じてランクがつく。画面右をクリックで右側にキック、画面左をクリックで左側にキック、モモをクリックすると開脚キックが出せるが、開脚キックは連続では出せない。BGMは『NAMCO x CAPCOM』で使われた「メインテーマ」のアレンジバージョンとなっている。

### Webコミック
Webコミック『Wonder Momo』は、2012年5月より2014年3月まで配信された。作者はErik Ko and Jim Zub、アーティストはOmar Dogan、日本語版監修はいなべあゆみ。

### Webアニメ
『Wonder Momo』として2014年1月に製作が発表された。日本国内では同年2月6日より3月6日までニコニコ生放送で配信。全5話。ベースとなっているのは2012年より連載されているウェブコミックと2014年版リメイクゲーム『Wonder Momo』。

#### スタッフ
- 原作 - エリック・コウ、ジム・ザブ
- 監督・絵コンテ - 香川豊
- 脚本 - いなべあゆみ
- 原案 - ゲーム『ワンダーモモ』
- オリジナルキャラクターデザイン - オマー・ドーガン
- キャラクターデザイン・総作画監督 - 吉田雄一
- 美術監督 - 田尻健一
- 色彩設計 - 高木雅人
- 撮影監督 - 増本由紀大
- 編集 - 齋藤朱里
- 音響監督 - 納谷僚介
- 音楽 - アレックス・クーラング
- エグゼクティブプロデューサー - 池ヶ谷裕太郎
- プロデューサー - ロブ・ペレダ、荒井英昌
- アニメーション制作 - グラフィニカ[21]
- 企画・製作 - バンダイナムコゲームス[21]

#### 主題歌
オープニングテーマ「ワンダーウォーズ」
作詞 - いなべあゆみ 作曲 - Sparkkles* / 歌 - 藤原侑香 feat. Area 11
エンディングテーマ「ピコグラム」（第1、5話）
作詞 - いなべあゆみ 作曲 - Tommy Pedrini / 歌 - 藤原侑香、小松美咲 feat. Tommy Pedrini
エンディングテーマ「わたしいろときみのいろ」（第2話）
作詞 - いなべあゆみ / 作曲 - Tommy Pedrini / 歌 - 伊波杏樹 feat. Tommy Pedrini
エンディングテーマ「ticktack365」（第3話）
作詞 - いなべあゆみ / 作曲 - Christian Montoya & Anthony Seeha / 歌 - 藤原侑香、小松美咲 feat. Anthony Seeha
エンディングテーマ「IROHA」（第4話）
作詞 - いなべあゆみ / 作曲 - Patrick Trinh / 歌 - 小松美咲 feat. Space Town Savior

#### 各話リスト
| 話数      | サブタイトル              | 英題                                          | 配信日        |
| --------- | ------------------------- | --------------------------------------------- | ------------- |
| 1stバトル | 敵は女子高生にお任せあれ! | Episode 1: High School Girl Fights the Enemy! | 2014年2月6日  |
| 2ndバトル | 敵はアイドルがお好き?     | Episode 2: My Enemy, My Biggest Fan?          | 2014年2月13日 |
| 3rdバトル | 敵は心の迷い?             | Episode 3: The True Enemy By My Side?         | 2014年2月20日 |
| 4thバトル | 敵はライバルのあの子      | Episode 4: My Rival, My Enemy                 | 2014年2月27日 |
| 5thバトル | 敵は渋谷にあり!           | Episode 5: Shibuya Under Attack!              | 2014年3月6日  |